# 千葉県道239号岩井停車場線

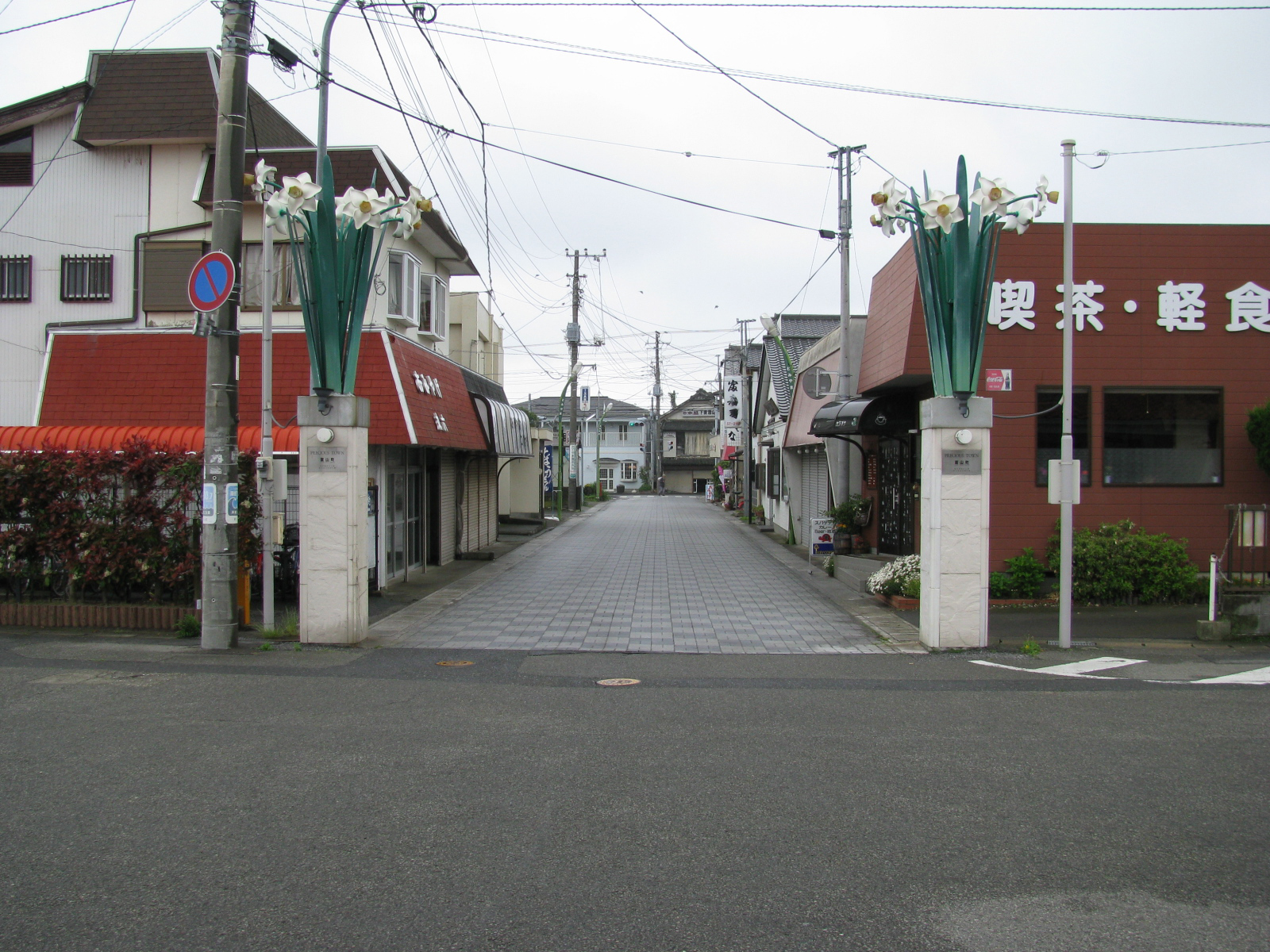
当道路の様子（駅より）

千葉県道239号岩井停車場線（ちばけんどう239ごう いわいていしゃじょうせん）は、千葉県南房総市を起点・終点とする一般県道。

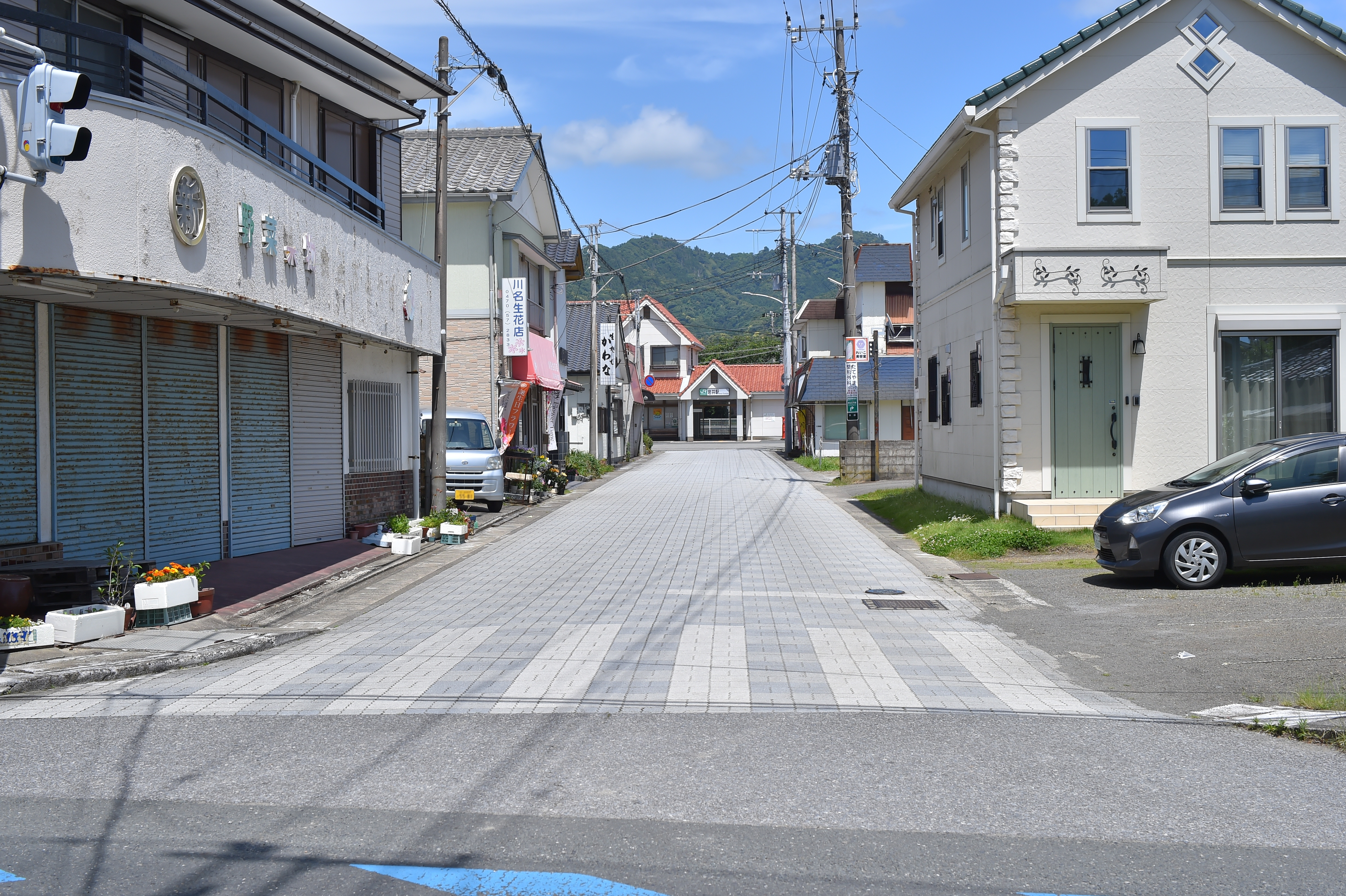
千葉県道239号岩井停車場線の終点（国道127号交点）

岩井駅と国道を接続するための道路である。

## 路線データ
- 起点：南房総市市部（内房線 岩井駅）
- 終点：南房総市市部（岩井駅入口交差点、国道127号交点）
- 総延長：0.077 km（安房土木事務所管内：0.077 km[1]）
- 重用延長：なし（安房土木事務所管内：0.0 km[1]）
- 実延長：0.077 km（安房土木事務所管内：0.077 km[1]）

## 地理

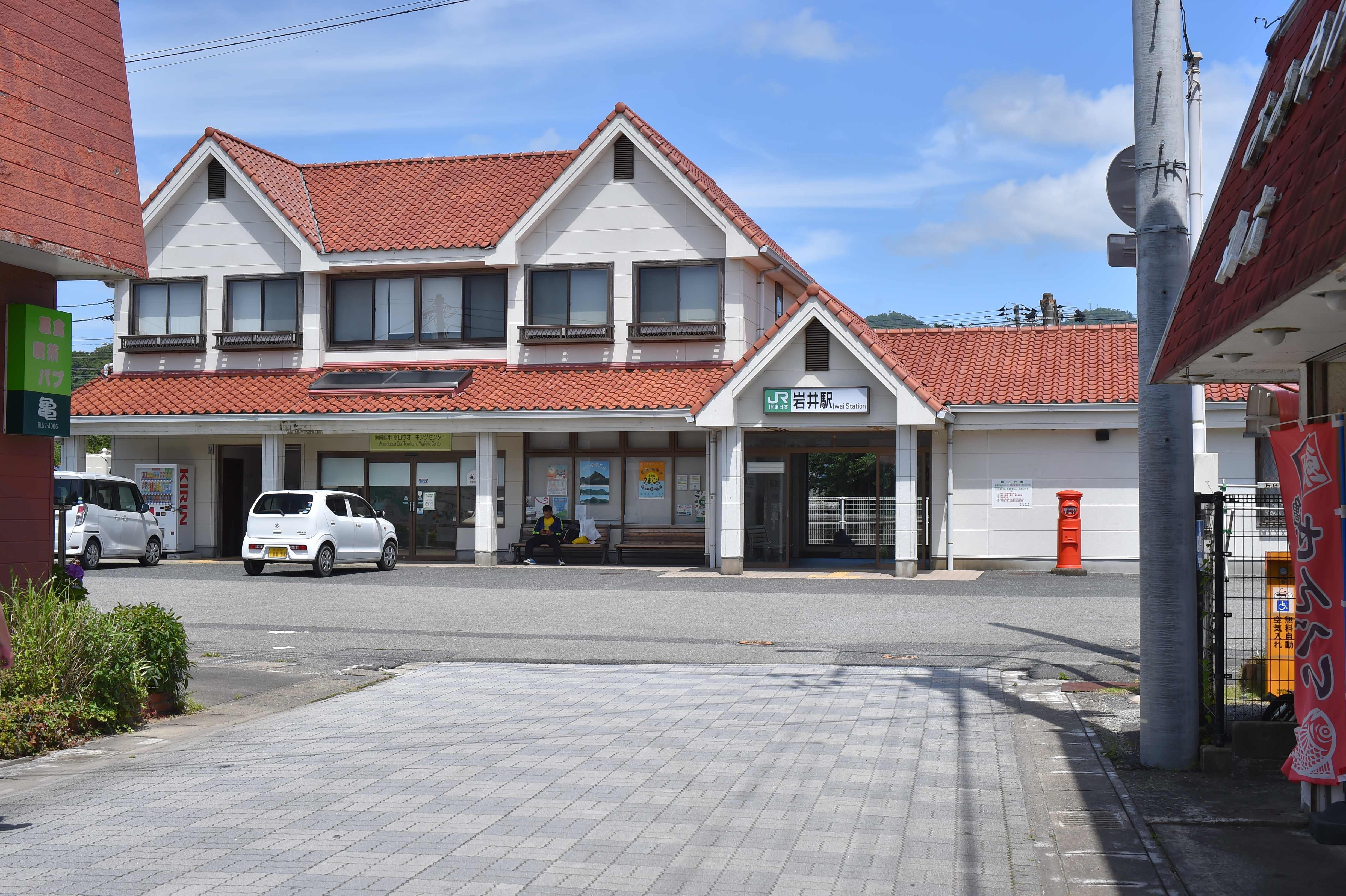
千葉県道239号岩井停車場線の起点（JR岩井駅前）

### 通過する自治体
- 千葉県南房総市

### 交差する道路
- 国道127号 - 南房総市市部（岩井駅入口交差点、終点）